# Euphorbia taruensis
Euphorbia taruensis är en törelväxtart som beskrevs av Susan Carter. Euphorbia taruensis ingår i släktet törlar, och familjen törelväxter. Inga underarter finns listade i Catalogue of Life.

## Bildgalleri

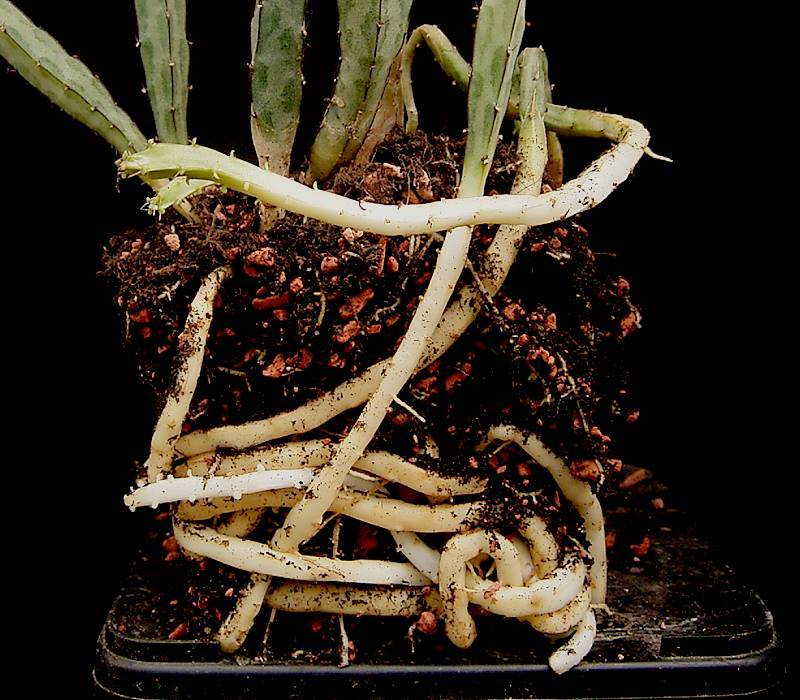